# Musculus plantaris
Der Musculus plantaris (lateinisch für „Fußsohlenmuskel“ bzw. „Sohlenspanner“) ist ein Skelettmuskel und gehört zu den oberflächlichen Beugern am Unterschenkel. Er ist ein kleiner, zurückgebildeter Muskel, der bei niederen Affen und Halbaffen noch sehr kräftig entwickelt ist und bei ihnen über den Fersenhöcker hinweg in die Aponeurosis plantaris einstrahlt, was für die Benennung ausschlaggebend war.
Beim Menschen besteht er aus einem Muskelbauch, der vom Epikondylus lateralis femoris entspringt, und einer langen, dünnen Sehne, die zwischen dem Gastrocnemius und dem Soleus nach abwärts zum medialen Rand der Achillessehne zieht, mit der sie häufig verschmilzt. Mit einer Länge von 30 bis 45 cm ist sie die längste Sehne im menschlichen Körper. Ohne diese Sehne ist der Musculus plantaris 5 bis 10 cm lang. Bei 8 bis 12 Prozent der Bevölkerung fehlt dieser Muskel ganz.
Der Muskel entspricht dem Palmaris longus der Hand.

## Funktion
Der Musculus plantaris ist funktionell nahezu bedeutungslos, ist aber an der Beugung des Knies und der Drehung des gebeugten Unterschenkels nach innen beteiligt. Einige Quellen nennen auch eine schwache Plantarflexion und eine Supination des Fußes als weitere Funktionen. Da die Sehne des M. plantaris medial der Achillessehne am Fersenhöcker ansetzt, erscheinen diese Angaben auch plausibel. 
Weiter verhindert er bei Knieflexion die Kompression der hinteren Schienbeingefäße (Vasa tibialia posteriora).

## Innervation
Der Muskel wird vom Nervus tibialis, einem Ast des Ischiasnerves im Plexus lumbosacralis, innerviert. Das Signal zur Kontraktion kommt aus dem Gyrus praecentralis im Frontallappen.